# Taosi
Taosi (en chino, 陶寺; pinyin, Táosì) es un yacimiento arqueológico en el condado de Xiangfen, Shanxi (China). Taosi es considerado como una parte de la fase tardía de la cultura de Longshan en el sur de Shanxi, también conocida como la fase Taosi (2300 a. C. al 1900 a. C.).

## Arqueología
Taosi estaba rodeado por una gigantesca muralla de loess prensado. Fue descubierto entre los años 1999 y 2001 por los arqueólogos del Instituto de Arqueología (Academia China de las Ciencias Sociales), que dataron este muro,  de forma rectangular con una superficie interior de 280 hectáreas, en el periodo Taosi Medio (hace unos 4100 o 4000 años).
Una muralla interna de tierra prensada separaba los recintos residenciales y ceremoniales de la élite de las áreas habitadas por la plebe, denotando el desarrollo de una sociedad estratificada.
El asentamiento de Huaxia sobrepasó al perímetro de la muralla.
Dicho núcleo de población es el yacimiento Longshan más extenso y probablemente fue un centro regional en la cuenca del río Fen, dentro de la red hidrográfica del río Amarillo. El yacimiento representa el mayor sistema político de la época en la Llanura Central. Las aglomeraciones en el yacimiento de Taosi son consideradas un tribalismo avanzado, pero podrían no haber evolucionado a una organización política mayor. No fueron las aglomeraciones de Taosi, sino la menor complejidad social de los yacimientos Longshan de la Llanura Central —los dispersos sistemas multi-jerárquicos rivales entre sí— que dieron lugar a los estados tempranos en esta región.

## Antiguo "observatorio"
Taosi también albergó un observatorio astronómico, el más antiguo de Extremo Oriente.
Fue descubierto entre los años 2003-2004. Los arqueólogos desenterraron unos cimientos semicirculares de la fase Taosi Media justo al lado del muro sur del recinto Taosi Medio, y que pudieron ser usados para observaciones astronómicas. La estructura consiste en una trayectoria externa con forma semicircular y una plataforma semicircular de tierra prensada, con un diámetro de unos 60 metros. La plataforma tiene 42 metros de diámetro y más de 1000 m² de superficie. Puede ser reconstruido como un altar de tres niveles. 
Si uno se posiciona en el centro del altar y observa a través de las ranuras, se puede discernir que la mayoría de las ranuras se orientan respectivamente hacia un punto específico de la montaña Chongfen situada al este.

## Necrópolis
El cementerio de Taosi cubrió un área de 30 000 m² (3 hectáreas) en su cenit.
El cementerio contó con más 1500 enterramientos. Dichos enterramientos estaban altamente estratificados (los más estratificados en los yacimientos Longshan), y la riqueza funeraria se concentraba en las tumbas de unos pocos hombres (nueve grandes tumbas). Las tumbas más grandes estaban localizadas en estancias diferenciadas con tapiales, tenían un gran ajuar funerario (algunas con más de 200 objetos, incluyendo jades, campanas de cobre o instrumentos musicales en madera con piel de cocodrilo); las tumbas de tamaño mediano incluían sarcófagos de madera policromados y objetos de lujo; la mayoría de las tumbas pequeñas no tenían ajuar funerario. Una única campana de bronce también fue hallada en una tumba de Taosi.

## Relación con el emperador Yao
Algunos arqueólogos chinos creen que Taosi fue el lugar de ubicación del estado Youtang (有唐) conquistado por el emperador Yao (según la tradición circa 2356–2255 a. C.) y que lo hizo su capital.
Según algunos registros clásicos chinos como el Yao Dian (Documento de Yao) en el Shang Shu (El libro de documentos o Libro del Tiempo Pasado), y el Wudibenji (Memorias de los Cinco Emperadores) en el Shiji (Memorias históricas), el emperador Yao encargó a funcionarios astronómicos que observaran los fenómenos celestiales tales como la salida o puesta del sol y las estrellas del atardecer en su máximo para poder establecer un calendario solar y lunar con 366 días al año, contando a su vez con un mes bisiesto. El observatorio encontrado en Taosi coincide justamente con dichos registros.
Se cree que la ciudad colapsó por una rebelión contra la clase dirigente.